# Artur Volkmann

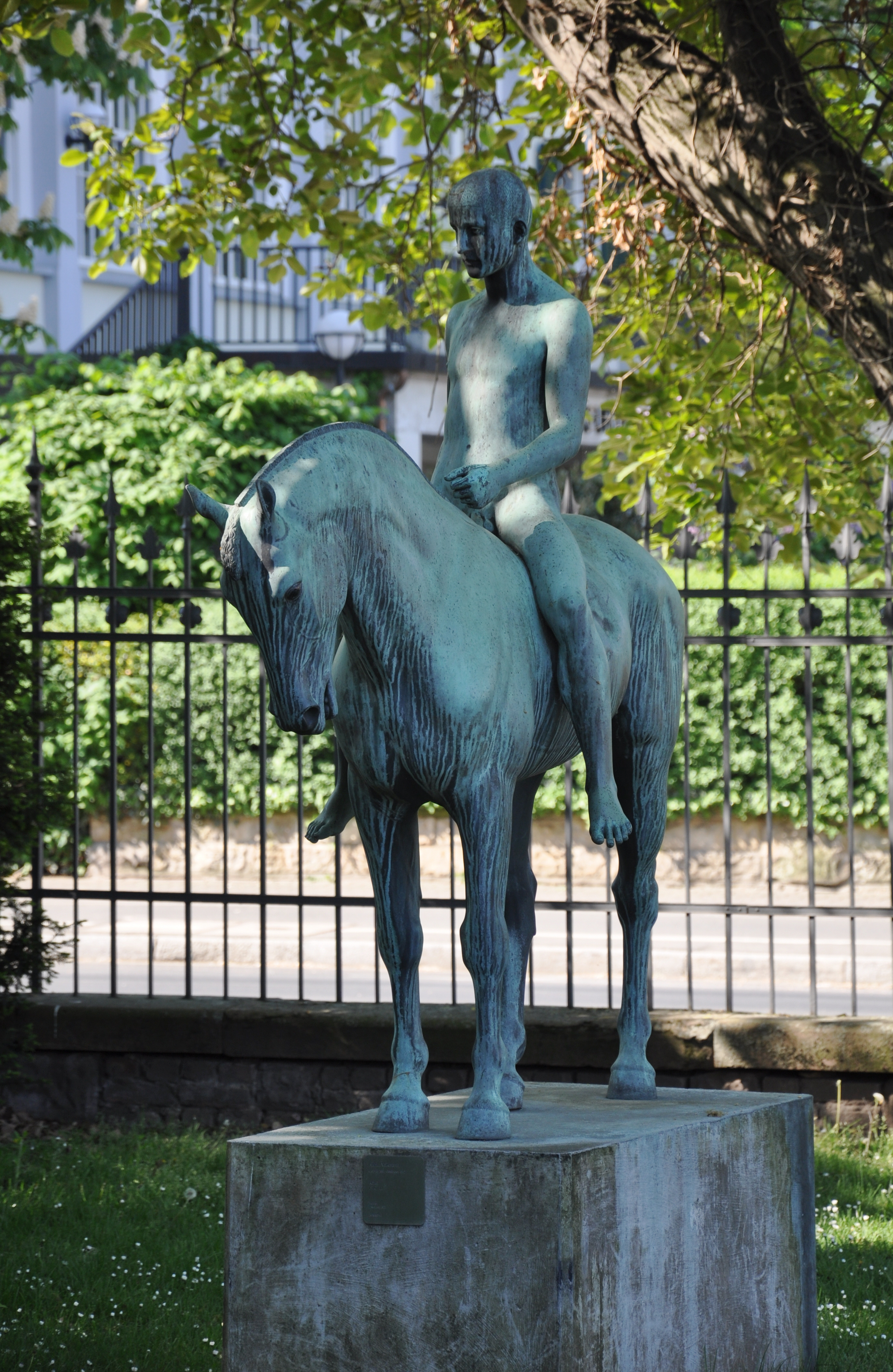
Reiter i skulpturparken vid Städelsches Kunstinstitut i Frankfurt.

Joseph Wilhelm Art(h)ur Volkmann, född den 28 augusti 1851 i Leipzig, död den 13 november 1941 i Geislingen an der Steige, var en tysk skulptör.
Volkmann studerade i Dresden för Ernst Hähnel 1870–1873, i Berlin för Albert Wolff och i Rom samt slog sig ned i Frankfurt 1910. Bland hans arbeten, som närmar sig Adolf von Hildebrands riktning, märks Kvinnobyst (Nationalgalleriet i Berlin), Ryttarstatyett (Leipzigs museum), Bågskytt (Albertinum i Dresden), monument över Richard von Volkmann i Halle och Georgsbrunnen i slottet i Dresden. Som målare (elev av Hans von Marées i Rom) utförde Volkmann Danslek, Satyrdans, Kvinnobad med mera. Han var även kopparstickare.